# Anapachydiscus
Anapachydiscus – rodzaj głowonogów z podgromady amonitów.
Żył w okresie kredy (koniak – mastrycht).